# Allée couverte de la Petite Roche
L'allée couverte de la Petite Roche est un site mégalithique qui se dresse sur le territoire de la commune française de Rocheville, dans le département de la Manche, en région Normandie.

## Localisation
L'allée couverte est située dans le bois de la Grosse Roche dans la commune de Rocheville, dans le département français de la Manche.

## Historique
Elle est la seule subsistante d'un groupe de trois allées.

## Description
L'allée couverte de la Petite Roche mesure environ 19 m de longueur pour une largeur comprise entre 1 et 1,20 m. Elle est orientée selon un axe est-ouest. Elle est délimitée par quatorze orthostates côté nord et quinze côté sud. Elle comporte encore sept tables de couverture. Les roches proviennent vraisemblablement d'un surplomb rocheux attenant.

## Protection
L'allée couverte de la petite Roche est classée au titre des monuments historiques par arrêté du 12 février 1906.